# 嬉勝則
嬉 勝則（うれし かつのり、1969年7月20日 - ）は、地方競馬の高知競馬場所属の調教師で元騎手である。広島県福山市神辺町出身、血液型A型、身長165cm。
福山時代は数多くの重賞レースで勝利を収め、4度のリーディングジョッキーに輝いた。地方競馬教養センター長期騎手課程第45期生で、同期に西川敏弘、東川公則、吉田稔、中西達也がいる。

## 来歴
福山競馬場・白津壽己厩舎からデビュー。1987年6月27日第1回福山競馬1日目第2競走にコウヨウジヤガーで初騎乗（9頭立て9番人気8着）。翌6月28日第1回福山競馬2日目第3競走でアサフリツグに騎乗（9頭立て2番人気）し初勝利。
1994年・1995年・1996年・2008年（下半期のみ）、福山競馬リーディングを獲得。また、1995年に記録した年間181勝は福山競馬リーディングの最多勝記録であり、以降廃止になった2013年まで破られる事は無かった。
1994年・1995年・1996年・1998年、NARグランプリ優秀騎手賞を受賞。
1998年5月4日第2回福山競馬5日目第3競走をハナサクエリカで勝利し地方競馬通算1000勝を達成。
2011年12月4日第16回福山競馬2日目第3競走をレアファンタジーで勝利（8頭立て1番人気）し地方競馬通算2000勝を達成。地方競馬では84人目、福山競馬では4人目（生え抜きでは3人目）の快挙となった。
福山競馬の廃止に伴い2013年4月1日付けで高知競馬に移籍。
同年4月から韓国・釜山慶南競馬場で期間限定騎乗を行い、同年12月14日から高知競馬場で騎乗を再開した。韓国での期間成績は136戦13勝。
高知競馬移籍後は那俄性哲也厩舎に所属していたが、2015年4月1日付けで田中譲二厩舎に所属変更した。
同年12月15日、第24回ゴールデンジョッキーカップに出場。第2戦エキサイティングジョッキー賞をブレーヴブラッドで勝利（12頭立て3番人気）。総合成績は5位（第1戦7着・第2戦1着・第3戦12着）。
2024年11月20日に発表された令和6年度第2回調教師免許試験に合格したため、11月30日をもって騎手を引退し、翌12月1日付で調教師免許を取得した。

## 主な騎乗馬
- ニホンカイローレル（1989年園田・益田・福山交流特別、クイーンカップ）
- ヒラノキリー（1990年クイーンカップ）
- ニホンカイスバル（1991年クイーンカップ）
- ヒラノエンゼル（1992年クイーンカップ）
- マツダローラン（1992年福山桜花賞）
- ロイヤルマサル（1992年鞆の浦賞）
- ピアドタイトル（1993年ヤングチャンピオン、1994年福山ダービー、福山4歳牝馬特別）
- ユアビクトリー（1996年西日本地区騎手招待）
- ピアドハンター（1997年福山ダービー、1999年福山大賞典、福山マイラーズカップ）
- ミナミセンプウ（1998年福山大賞典）
- トライハートキング（1998年キングカップ）
- マジックフエルド（1998年福山4歳牝馬特別）
- ドミネーター（1999年福山ダービー）
- ワールドアイ（2000年山陽杯）
- ギャラクシア（2001年クイーンカップ）
- フジナミスペシャル（2001年キングカップ、銀杯、全日本アラブグランプリ、2002年福山大賞典、福山マイラーズカップ、福山桜花賞、福山菊花賞）
- ユキノホマレ（2002年アラブ王冠、2003年西日本アラブ大賞典）
- ユノエージェント（2003年キングカップ、福山ダービー、瀬戸内賞、アラブ王冠、2004年福山マイラーズカップ、ローゼンホーマ記念、福山桜花賞）
- ピアドジャザー（2004年クイーンカップ）
- ヤスキノショウキ（2004年キングカップ、2006年福山菊花賞、2007年紅葉賞）
- メイユウオライオン（2004年鞆の浦賞、アラブ王冠、2005年福山大賞典、福山マイラーズカップ）
- ピアドロイ（2005年クイーンカップ）
- スターゴールド（2006年ヤングヒーロー）
- ホワイトモンスター（2008年福山アラブ大賞典）
- クラマテング（2008年鞆の浦賞、福山王冠、2009年・2010年・2011年福山桜花賞、2011年・2012年福山大賞典、2011年福山菊花賞、2012年大高坂賞、福山記念）
- トミノプラネット（2009年クイーンカップ）
- アグリヤング（2008年福山2歳優駿、ヤングチャンピオン、2009年若駒賞、キングカップ、福山ダービー、福山チャンピオンシップ、鞆の浦賞）
- ユメミルチカラ（2011年福山プリンセスカップ、2012年銀杯）
- マイネルプレジャー（2012年福山王冠）
- アウトスタンディン（2018年黒潮菊花賞）